# E3 Saxo Bank Classic 2021
E3 Saxo Bank Classic 2021 var den 63. udgave af det belgiske cykelløb E3 Saxo Bank Classic, tidligere kaldt E3 BinckBank Classic. Det over 200 km lange kuperede linjeløb blev kørt den 26. marts 2021 med start og mål i Harelbeke i Vestflandern. Løbet var det niende arrangement på UCI World Tour 2021. Den oprindelige 63. udgave blev i 2020 aflyst på grund af coronaviruspandemien.
Få timer før starten på løbet, meddelte Bora-Hansgrohe at de ikke stillede op. Dette skyldtes at holdets rytter Matthew Walls samme dag var blevet testet positiv for COVID-19.
Med 66 km til mål kørte den danske mester Kasper Asgreen fra Deceuninck-Quick Step solo. Men med 12 km tilbage af løbet, blev han indhentet af en gruppe på seks ryttere. Da der manglede fem kilometer, stak Asgreen igen af fra de andre, og denne gang blev han ikke indhentet. Han vandt løbet med 32 sekunders forspring til sin holdkammerat Florian Sénéchal på andenpladsen, mens den hollandske mester Mathieu van der Poel fra Alpecin-Fenix rundede podiet af.

## Resultat
| \| Samlede stilling \| Samlede stilling \| Samlede stilling \| Samlede stilling \| Samlede stilling \| \| Rytter \| Rytter \| Hold \| Tid \| \| \| ---------------- \| -------------------- \| ---------------------- \| ---------------- \| ---------------- \| \| 1. \| Kasper Asgreen \| Deceuninck-Quick Step \| 4t 42' 56" \| \| \| 2. \| Florian Sénéchal \| Deceuninck-Quick Step \| + 32" \| \| \| 3. \| Mathieu van der Poel \| Alpecin-Fenix \| + 32" \| \| \| 4. \| Oliver Naesen \| AG2R Citroën Team \| + 32" \| \| \| 5. \| Zdeněk Štybar \| Deceuninck-Quick Step \| + 32" \| \| \| 6. \| Greg Van Avermaet \| AG2R Citroën Team \| + 32" \| \| \| 7. \| Dylan van Baarle \| Ineos Grenadiers \| + 32" \| \| \| 8. \| Markus Hoelgaard \| Uno-X Pro Cycling Team \| + 1' 28" \| \| \| 9. \| Gianni Vermeersch \| Alpecin-Fenix \| + 1' 30" \| \| \| 10. \| Marco Haller \| Bahrain Victorious \| + 1' 30" \| \| |                      |                        |            |
| |                      |                        |            |
| Kilde: ProCyclingStats |                      |                        |            |
| Samlede stilling |                      |                        |            |
| Rytter | Rytter               | Hold                   | Tid        |
| 1. | Kasper Asgreen       | Deceuninck-Quick Step  | 4t 42' 56" |
| 2. | Florian Sénéchal     | Deceuninck-Quick Step  | + 32"      |
| 3. | Mathieu van der Poel | Alpecin-Fenix          | + 32"      |
| 4. | Oliver Naesen        | AG2R Citroën Team      | + 32"      |
| 5. | Zdeněk Štybar        | Deceuninck-Quick Step  | + 32"      |
| 6. | Greg Van Avermaet    | AG2R Citroën Team      | + 32"      |
| 7. | Dylan van Baarle     | Ineos Grenadiers       | + 32"      |
| 8. | Markus Hoelgaard     | Uno-X Pro Cycling Team | + 1' 28"   |
| 9. | Gianni Vermeersch    | Alpecin-Fenix          | + 1' 30"   |
| 10. | Marco Haller         | Bahrain Victorious     | + 1' 30"   |

## Hold og ryttere
| UCI WorldTeams (19)- AG2R Citroën Team - Astana-Premier Tech - Bahrain Victorious - Cofidis - Deceuninck-Quick Step - EF Education-Nippo - Groupama-FDJ - Ineos Grenadiers - Intermarché-Wanty-Gobert Matériaux - Israel Start-Up Nation - Jumbo-Visma - Lotto Soudal - Movistar Team - Team BikeExchange - Team DSM - Qhubeka Assos - Trek-Segafredo - UAE Team Emirates - Bora-Hansgrohe UCI ProTeams (6)- Alpecin-Fenix - Arkéa-Samsic - Bingoal Pauwels Sauces WB - Sport Vlaanderen-Baloise - Total Direct Énergie - Uno-X Pro Cycling Team |
| |

### Danske ryttere
| Danske ryttere på startlisten |                      |                        |           |
| Rygnummer                     | Rytter               | Hold                   | Placering |
| 7                             | Kasper Asgreen       | Deceuninck-Quick Step  | 1         |
| 64                            | Mads Würtz Schmidt   | Israel Start-Up Nation | 70        |
| 73                            | Søren Kragh Andersen | Team DSM               | 42        |
| 83                            | Mads Pedersen        | Trek-Segafredo         | DNF       |
| 104                           | Lasse Norman Hansen  | Team Qhubeka Assos     | DNF       |
| 106                           | Emil Vinjebo         | Team Qhubeka Assos     | 98        |
| 187                           | Mikkel Bjerg         | UAE Team Emirates      | 33        |

* DNF = gennemførte ikke

## Startliste
| Deceuninck-Quick Step DQT | Deceuninck-Quick Step DQT       | Deceuninck-Quick Step DQT |
| ------------------------- | ------------------------------- | ------------------------- |
| Nr.                       | Rytter                          | Placering                 |
| 1                         | Zdeněk Štybar (CZE)             | 5.                        |
| 2                         | Yves Lampaert (BEL)             | 13.                       |
| 3                         | Tim Declercq (BEL)              | 68.                       |
| 4                         | Davide Ballerini (ITA)          | 26.                       |
| 5                         | Florian Sénéchal (FRA)          | 2.                        |
| 6                         | Bert Van Lerberghe (BEL)        | DNF                       |
| 7                         | Kasper Asgreen (DEN) (landevej) | 1.                        |

| Lotto-Soudal LTS | Lotto-Soudal LTS         | Lotto-Soudal LTS |
| ---------------- | ------------------------ | ---------------- |
| Nr.              | Rytter                   | Placering        |
| 11               | Philippe Gilbert (BEL)   | DNF              |
| 12               | John Degenkolb (GER)     | 29.              |
| 13               | Frederik Frison (BEL)    | 94.              |
| 14               | Jasper De Buyst (BEL)    | 17.              |
| 15               | Florian Vermeersch (BEL) | 16.              |
| 16               | Stefano Oldani (ITA)     | 64.              |
| 17               | Brent Van Moer (BEL)     | 85.              |

| Intermarché-Wanty-Gobert Matériaux IWG | Intermarché-Wanty-Gobert Matériaux IWG | Intermarché-Wanty-Gobert Matériaux IWG |
| -------------------------------------- | -------------------------------------- | -------------------------------------- |
| Nr.                                    | Rytter                                 | Placering                              |
| 21                                     | Aimé De Gendt (BEL)                    | DNF                                    |
| 22                                     | Ludwig De Winter (BEL)                 | DNF                                    |
| 23                                     | Boy van Poppel (NED)                   | 91.                                    |
| 24                                     | Taco van der Hoorn (NED)               | 25.                                    |
| 25                                     | Jonas Koch (GER)                       | 28.                                    |
| 26                                     | Andrea Pasqualon (ITA)                 | 58.                                    |
| 27                                     | Loïc Vliegen (BEL)                     | 39.                                    |

| AG2R Citroën Team ACT | AG2R Citroën Team ACT   | AG2R Citroën Team ACT |
| --------------------- | ----------------------- | --------------------- |
| Nr.                   | Rytter                  | Placering             |
| 31                    | Greg Van Avermaet (BEL) | 6.                    |
| 32                    | Oliver Naesen (BEL)     | 4.                    |
| 33                    | Stan Dewulf (BEL)       | 50.                   |
| 34                    | Michael Schär (SUI)     | 47.                   |
| 35                    | Damien Touzé (FRA)      | 37.                   |
| 36                    | Julien Duval (FRA)      | DNF                   |
| 37                    | Gijs Van Hoecke (BEL)   | 97.                   |

| Jumbo-Visma TJV | Jumbo-Visma TJV            | Jumbo-Visma TJV |
| --------------- | -------------------------- | --------------- |
| Nr.             | Rytter                     | Placering       |
| 41              | Wout van Aert (BEL)        | 11.             |
| 42              | David Dekker (NED)         | 84.             |
| 43              | Pascal Eenkhoorn (NED)     | 55.             |
| 44              | Timo Roosen (NED)          | 60.             |
| 45              | Edoardo Affini (ITA)       | DNF             |
| 46              | Nathan Van Hooydonck (BEL) | 49.             |
| 47              | Maarten Wynants (BEL)      | 87.             |

| Bora-Hansgrohe BOH | Bora-Hansgrohe BOH           | Bora-Hansgrohe BOH |
| ------------------ | ---------------------------- | ------------------ |
| Nr.                | Rytter                       | Placering          |
| 51                 | Daniel Oss (ITA)             | DNS                |
| 52                 | Marcus Burghardt (GER)       | DNS                |
| 53                 | Patrick Gamper (AUT)         | DNS                |
| 54                 | Nils Politt (GER)            | DNS                |
| 55                 | Juraj Sagan (SVK) (landevej) | DNS                |
| 56                 | Matthew Walls (GBR)          | DNS                |
| 57                 | Maciej Bodnar (POL)          | DNS                |

| Israel Start-Up Nation ISN | Israel Start-Up Nation ISN     | Israel Start-Up Nation ISN |
| -------------------------- | ------------------------------ | -------------------------- |
| Nr.                        | Rytter                         | Placering                  |
| 61                         | Sep Vanmarcke (BEL)            | 30.                        |
| 62                         | André Greipel (GER)            | 51.                        |
| 63                         | Alexis Renard (FRA)            | DNF                        |
| 64                         | Mads Würtz Schmidt (DEN)       | 70.                        |
| 65                         | Rick Zabel (GER)               | DNF                        |
| 66                         | Norman Vahtra (EST) (landevej) | DNF                        |
| 67                         | Jenthe Biermans (BEL)          | 81.                        |

| Team DSM DSM | Team DSM DSM               | Team DSM DSM |
| ------------ | -------------------------- | ------------ |
| Nr.          | Rytter                     | Placering    |
| 71           | Tiesj Benoot (BEL)         | 15.          |
| 72           | Nico Denz (GER)            | DNF          |
| 73           | Søren Kragh Andersen (DEN) | 42.          |
| 74           | Joris Nieuwenhuis (NED)    | 22.          |
| 75           | Martin Salmon (GER)        | DNF          |
| 76           | Nils Eekhoff (NED)         | DNF          |
| 77           | Jasha Sütterlin (GER)      | DNF          |

| Trek-Segafredo TFS | Trek-Segafredo TFS   | Trek-Segafredo TFS |
| ------------------ | -------------------- | ------------------ |
| Nr.                | Rytter               | Placering          |
| 81                 | Jasper Stuyven (BEL) | 14.                |
| 82                 | Emīls Liepiņš (LAT)  | DNF                |
| 83                 | Mads Pedersen (DEN)  | DNF                |
| 84                 | Koen de Kort (NED)   | DNF                |
| 85                 | Quinn Simmons (USA)  | 93.                |
| 86                 | Alex Kirsch (LUX)    | 62.                |
| 87                 | Edward Theuns (BEL)  | 35.                |

| Ineos Grenadiers IGD | Ineos Grenadiers IGD   | Ineos Grenadiers IGD |
| -------------------- | ---------------------- | -------------------- |
| Nr.                  | Rytter                 | Placering            |
| 91                   | Tom Pidcock (GBR)      | 25.                  |
| 92                   | Owain Doull (GBR)      | 43.                  |
| 93                   | Michał Gołaś (POL)     | 86.                  |
| 94                   | Jhonatan Narváez (ECU) | DNF                  |
| 95                   | Leonardo Basso (ITA)   | 89.                  |
| 96                   | Dylan van Baarle (NED) | 7.                   |
| 97                   | Cameron Wurf (AUS)     | DNF                  |

| Qhubeka Assos TQA | Qhubeka Assos TQA        | Qhubeka Assos TQA |
| ----------------- | ------------------------ | ----------------- |
| Nr.               | Rytter                   | Placering         |
| 101               | Victor Campenaerts (BEL) | 45.               |
| 102               | Simon Clarke (AUS)       | DNF               |
| 103               | Dimitri Claeys (BEL)     | 19.               |
| 104               | Lasse Norman Leth (DEN)  | DNF               |
| 105               | Bert-Jan Lindeman (NED)  | DNF               |
| 106               | Emil Vinjebo (DEN)       | 98.               |
| 107               | Michael Gogl (AUT)       | 32.               |

| Bahrain Victorious TBV | Bahrain Victorious TBV  | Bahrain Victorious TBV |
| ---------------------- | ----------------------- | ---------------------- |
| Nr.                    | Rytter                  | Placering              |
| 111                    | Sonny Colbrelli (ITA)   | 57.                    |
| 112                    | Chun Kai Feng (TPE)     | DNF                    |
| 113                    | Marco Haller (AUT)      | 10.                    |
| 114                    | Jonathan Milan (ITA)    | DNF                    |
| 115                    | Marcel Sieberg (GER)    | DNF                    |
| 116                    | Heinrich Haussler (AUS) | 31.                    |
| 117                    | Dylan Teuns (BEL)       | DNF                    |

| Astana-Premier Tech APT | Astana-Premier Tech APT | Astana-Premier Tech APT |
| ----------------------- | ----------------------- | ----------------------- |
| Nr.                     | Rytter                  | Placering               |
| 121                     | Artjom Zakharov (KAZ)   | 78.                     |
| 122                     | Jevgenij Fedorov (KAZ)  | DNF                     |
| 123                     | Jevgenij Giditj (KAZ)   | 65.                     |
| 124                     | Dmitrij Gruzdev (KAZ)   | DNF                     |
| 125                     | Hugo Houle (CAN)        | DNF                     |
| 126                     | Davide Martinelli (ITA) | DNF                     |
| 127                     | Benjamin Perry (CAN)    | 76.                     |

| Cofidis COF | Cofidis COF           | Cofidis COF |
| ----------- | --------------------- | ----------- |
| Nr.         | Rytter                | Placering   |
| 131         | Jelle Wallays (BEL)   | 21.         |
| 132         | Tom Bohli (SUI)       | DNF         |
| 133         | Simone Consonni (ITA) | 77.         |
| 134         | Jempy Drucker (LUX)   | DNF         |
| 135         | Szymon Sajnok (POL)   | 96.         |
| 136         | André Carvalho (POR)  | 83.         |
| 137         | Piet Allegaert (BEL)  | 72.         |

| EF Education-Nippo EFN | EF Education-Nippo EFN    | EF Education-Nippo EFN |
| ---------------------- | ------------------------- | ---------------------- |
| Nr.                    | Rytter                    | Placering              |
| 141                    | Alberto Bettiol (ITA)     | 44.                    |
| 142                    | Jens Keukeleire (BEL)     | DNF                    |
| 143                    | Stefan Bissegger (SUI)    | DNF                    |
| 144                    | Fumiyuki Beppu (JPN)      | DNF                    |
| 145                    | Sebastian Langeveld (NED) | DNF                    |
| 146                    | Julius van den Berg (NED) | DNF                    |
| 147                    | Jonas Rutsch (GER)        | DNF                    |

| Groupama-FDJ GFC | Groupama-FDJ GFC               | Groupama-FDJ GFC |
| ---------------- | ------------------------------ | ---------------- |
| Nr.              | Rytter                         | Placering        |
| 151              | Alexys Brunel (FRA)            | 95.              |
| 152              | Kevin Geniets (LUX) (landevej) | 61.              |
| 153              | Stefan Küng (SUI) (landevej)   | 20.              |
| 154              | Olivier Le Gac (FRA)           | 75.              |
| 155              | Fabian Lienhard (SUI)          | 69.              |
| 156              | Jacopo Guarnieri (ITA)         | DNF              |
| 157              | Jake Stewart (GBR)             | 38.              |

| Movistar Team MOV | Movistar Team MOV         | Movistar Team MOV |
| ----------------- | ------------------------- | ----------------- |
| Nr.               | Rytter                    | Placering         |
| 161               | Gabriel Cullaigh (GBR)    | DNF               |
| 162               | Imanol Erviti (ESP)       | 92.               |
| 163               | Iván García Cortina (ESP) | 27.               |
| 164               | Juri Hollmann (GER)       | 53.               |
| 165               | Johan Jacobs (SUI)        | 23.               |
| 166               | Lluís Mas (ESP)           | 54.               |
| 167               | Gonzalo Serrano (ESP)     | DNF               |

| BikeExchange BEX | BikeExchange BEX          | BikeExchange BEX |
| ---------------- | ------------------------- | ---------------- |
| Nr.              | Rytter                    | Placering        |
| 171              | Michael Matthews (AUS)    | DNF              |
| 172              | Luke Durbridge (AUS)      | DNF              |
| 173              | Alexander Edmondson (AUS) | 63.              |
| 174              | Barnabás Peák (HUN)       | DNF              |
| 175              | Alexander Konysjev (ITA)  | DNF              |
| 176              | Jack Bauer (NZL)          | 90.              |
| 177              | Robert Stannard (AUS)     | 56.              |

| UAE Team Emirates UAD | UAE Team Emirates UAD    | UAE Team Emirates UAD |
| --------------------- | ------------------------ | --------------------- |
| Nr.                   | Rytter                   | Placering             |
| 181                   | Matteo Trentin (ITA)     | 18.                   |
| 182                   | Fernando Gaviria (COL)   | DNF                   |
| 183                   | Alexander Kristoff (NOR) | 66.                   |
| 184                   | Ryan Gibbons (RSA)       | 71.                   |
| 185                   | Ivo Oliveira (POR)       | DNF                   |
| 186                   | Rui Oliveira (POR)       | 34.                   |
| 187                   | Mikkel Bjerg (DEN)       | 33.                   |

| Alpecin-Fenix AFC | Alpecin-Fenix AFC                     | Alpecin-Fenix AFC |
| ----------------- | ------------------------------------- | ----------------- |
| Nr.               | Rytter                                | Placering         |
| 191               | Mathieu van der Poel (NED) (landevej) | 3.                |
| 192               | Dries De Bondt (BEL) (landevej)       | 52.               |
| 193               | Xandro Meurisse (BEL)                 | 99.               |
| 194               | Floris De Tier (BEL)                  | DNF               |
| 195               | Otto Vergaerde (BEL)                  | 100.              |
| 196               | Petr Vakoč (CZE)                      | DNF               |
| 197               | Gianni Vermeersch (BEL)               | 9.                |

| Bingoal Pauwels Sauces WB BWB | Bingoal Pauwels Sauces WB BWB | Bingoal Pauwels Sauces WB BWB |
| ----------------------------- | ----------------------------- | ----------------------------- |
| Nr.                           | Rytter                        | Placering                     |
| 201                           | Rémy Mertz (BEL)              | 101.                          |
| 202                           | Milan Menten (BEL)            | 74.                           |
| 203                           | Arjen Livyns (BEL)            | 36.                           |
| 204                           | Tom Paquot (BEL)              | DNF                           |
| 205                           | Jelle Vanendert (BEL)         | 88.                           |
| 206                           | Joel Suter (SUI)              | DNF                           |
| 207                           | Tom Wirtgen (LUX)             | DNF                           |

| Sport Vlaanderen-Baloise SVB | Sport Vlaanderen-Baloise SVB | Sport Vlaanderen-Baloise SVB |
| ---------------------------- | ---------------------------- | ---------------------------- |
| Nr.                          | Rytter                       | Placering                    |
| 211                          | Cedric Beullens (BEL)        | DNF                          |
| 212                          | Alex Colman (BEL)            | 82.                          |
| 213                          | Lindsay De Vylder (BEL)      | 40.                          |
| 214                          | Gilles De Wilde (BEL)        | DNF                          |
| 215                          | Thomas Sprengers (BEL)       | DNF                          |
| 216                          | Aaron Van Poucke (BEL)       | DNF                          |
| 217                          | Ward Vanhoof (BEL)           | 80.                          |

| Total Direct Énergie TDE | Total Direct Énergie TDE   | Total Direct Énergie TDE |
| ------------------------ | -------------------------- | ------------------------ |
| Nr.                      | Rytter                     | Placering                |
| 221                      | Niki Terpstra (NED)        | 46.                      |
| 222                      | Edvald Boasson Hagen (NOR) | 73.                      |
| 223                      | Florian Maitre (FRA)       | DNF                      |
| 224                      | Geoffrey Soupe (FRA)       | DNF                      |
| 225                      | Damien Gaudin (FRA)        | DNF                      |
| 226                      | Anthony Turgis (FRA)       | 12.                      |
| 227                      | Dries Van Gestel (BEL)     | 41.                      |

| Uno-X Pro Cycling Team UXT | Uno-X Pro Cycling Team UXT    | Uno-X Pro Cycling Team UXT |
| -------------------------- | ----------------------------- | -------------------------- |
| Nr.                        | Rytter                        | Placering                  |
| 231                        | Markus Hoelgaard (NOR)        | 8.                         |
| 232                        | Jonas Iversby Hvideberg (NOR) | 59.                        |
| 233                        | Kristoffer Halvorsen (NOR)    | 67.                        |
| 234                        | Erik Nordsæter Resell (NOR)   | 79.                        |
| 235                        | Anders Skaarseth (NOR)        | DNF                        |
| 236                        | Rasmus Tiller (NOR)           | 48.                        |
| 237                        | Syver Wærsted (NOR)           | DNF                        |

| Vini Zabù THR | Vini Zabù THR            | Vini Zabù THR |
| ------------- | ------------------------ | ------------- |
| Nr.           | Rytter                   | Placering     |
| 241           | Andrea Di Renzo (ITA)    | DNF           |
| 242           | Roberto González (PAN)   | DNF           |
| 243           | Leonardo Tortomasi (ITA) | DNF           |
| 244           | Jan Petelin (LUX)        | DNF           |
| 245           | Joab Schneiter (SUI)     | DNF           |
| 246           | Wout van Elzakker (NED)  | DNF           |
| 247           | Etienne van Empel (NED)  | DNF           |

| Deceuninck-Quick Step DQT | Deceuninck-Quick Step DQT       | Deceuninck-Quick Step DQT |
| ------------------------- | ------------------------------- | ------------------------- |
| Nr.                       | Rytter                          | Placering                 |
| 1                         | Zdeněk Štybar (CZE)             | 5.                        |
| 2                         | Yves Lampaert (BEL)             | 13.                       |
| 3                         | Tim Declercq (BEL)              | 68.                       |
| 4                         | Davide Ballerini (ITA)          | 26.                       |
| 5                         | Florian Sénéchal (FRA)          | 2.                        |
| 6                         | Bert Van Lerberghe (BEL)        | DNF                       |
| 7                         | Kasper Asgreen (DEN) (landevej) | 1.                        |

| Lotto-Soudal LTS | Lotto-Soudal LTS         | Lotto-Soudal LTS |
| ---------------- | ------------------------ | ---------------- |
| Nr.              | Rytter                   | Placering        |
| 11               | Philippe Gilbert (BEL)   | DNF              |
| 12               | John Degenkolb (GER)     | 29.              |
| 13               | Frederik Frison (BEL)    | 94.              |
| 14               | Jasper De Buyst (BEL)    | 17.              |
| 15               | Florian Vermeersch (BEL) | 16.              |
| 16               | Stefano Oldani (ITA)     | 64.              |
| 17               | Brent Van Moer (BEL)     | 85.              |

| Intermarché-Wanty-Gobert Matériaux IWG | Intermarché-Wanty-Gobert Matériaux IWG | Intermarché-Wanty-Gobert Matériaux IWG |
| -------------------------------------- | -------------------------------------- | -------------------------------------- |
| Nr.                                    | Rytter                                 | Placering                              |
| 21                                     | Aimé De Gendt (BEL)                    | DNF                                    |
| 22                                     | Ludwig De Winter (BEL)                 | DNF                                    |
| 23                                     | Boy van Poppel (NED)                   | 91.                                    |
| 24                                     | Taco van der Hoorn (NED)               | 25.                                    |
| 25                                     | Jonas Koch (GER)                       | 28.                                    |
| 26                                     | Andrea Pasqualon (ITA)                 | 58.                                    |
| 27                                     | Loïc Vliegen (BEL)                     | 39.                                    |

| AG2R Citroën Team ACT | AG2R Citroën Team ACT   | AG2R Citroën Team ACT |
| --------------------- | ----------------------- | --------------------- |
| Nr.                   | Rytter                  | Placering             |
| 31                    | Greg Van Avermaet (BEL) | 6.                    |
| 32                    | Oliver Naesen (BEL)     | 4.                    |
| 33                    | Stan Dewulf (BEL)       | 50.                   |
| 34                    | Michael Schär (SUI)     | 47.                   |
| 35                    | Damien Touzé (FRA)      | 37.                   |
| 36                    | Julien Duval (FRA)      | DNF                   |
| 37                    | Gijs Van Hoecke (BEL)   | 97.                   |

| Jumbo-Visma TJV | Jumbo-Visma TJV            | Jumbo-Visma TJV |
| --------------- | -------------------------- | --------------- |
| Nr.             | Rytter                     | Placering       |
| 41              | Wout van Aert (BEL)        | 11.             |
| 42              | David Dekker (NED)         | 84.             |
| 43              | Pascal Eenkhoorn (NED)     | 55.             |
| 44              | Timo Roosen (NED)          | 60.             |
| 45              | Edoardo Affini (ITA)       | DNF             |
| 46              | Nathan Van Hooydonck (BEL) | 49.             |
| 47              | Maarten Wynants (BEL)      | 87.             |

| Bora-Hansgrohe BOH | Bora-Hansgrohe BOH           | Bora-Hansgrohe BOH |
| ------------------ | ---------------------------- | ------------------ |
| Nr.                | Rytter                       | Placering          |
| 51                 | Daniel Oss (ITA)             | DNS                |
| 52                 | Marcus Burghardt (GER)       | DNS                |
| 53                 | Patrick Gamper (AUT)         | DNS                |
| 54                 | Nils Politt (GER)            | DNS                |
| 55                 | Juraj Sagan (SVK) (landevej) | DNS                |
| 56                 | Matthew Walls (GBR)          | DNS                |
| 57                 | Maciej Bodnar (POL)          | DNS                |

| Israel Start-Up Nation ISN | Israel Start-Up Nation ISN     | Israel Start-Up Nation ISN |
| -------------------------- | ------------------------------ | -------------------------- |
| Nr.                        | Rytter                         | Placering                  |
| 61                         | Sep Vanmarcke (BEL)            | 30.                        |
| 62                         | André Greipel (GER)            | 51.                        |
| 63                         | Alexis Renard (FRA)            | DNF                        |
| 64                         | Mads Würtz Schmidt (DEN)       | 70.                        |
| 65                         | Rick Zabel (GER)               | DNF                        |
| 66                         | Norman Vahtra (EST) (landevej) | DNF                        |
| 67                         | Jenthe Biermans (BEL)          | 81.                        |

| Team DSM DSM | Team DSM DSM               | Team DSM DSM |
| ------------ | -------------------------- | ------------ |
| Nr.          | Rytter                     | Placering    |
| 71           | Tiesj Benoot (BEL)         | 15.          |
| 72           | Nico Denz (GER)            | DNF          |
| 73           | Søren Kragh Andersen (DEN) | 42.          |
| 74           | Joris Nieuwenhuis (NED)    | 22.          |
| 75           | Martin Salmon (GER)        | DNF          |
| 76           | Nils Eekhoff (NED)         | DNF          |
| 77           | Jasha Sütterlin (GER)      | DNF          |

| Trek-Segafredo TFS | Trek-Segafredo TFS   | Trek-Segafredo TFS |
| ------------------ | -------------------- | ------------------ |
| Nr.                | Rytter               | Placering          |
| 81                 | Jasper Stuyven (BEL) | 14.                |
| 82                 | Emīls Liepiņš (LAT)  | DNF                |
| 83                 | Mads Pedersen (DEN)  | DNF                |
| 84                 | Koen de Kort (NED)   | DNF                |
| 85                 | Quinn Simmons (USA)  | 93.                |
| 86                 | Alex Kirsch (LUX)    | 62.                |
| 87                 | Edward Theuns (BEL)  | 35.                |

| Ineos Grenadiers IGD | Ineos Grenadiers IGD   | Ineos Grenadiers IGD |
| -------------------- | ---------------------- | -------------------- |
| Nr.                  | Rytter                 | Placering            |
| 91                   | Tom Pidcock (GBR)      | 25.                  |
| 92                   | Owain Doull (GBR)      | 43.                  |
| 93                   | Michał Gołaś (POL)     | 86.                  |
| 94                   | Jhonatan Narváez (ECU) | DNF                  |
| 95                   | Leonardo Basso (ITA)   | 89.                  |
| 96                   | Dylan van Baarle (NED) | 7.                   |
| 97                   | Cameron Wurf (AUS)     | DNF                  |

| Qhubeka Assos TQA | Qhubeka Assos TQA        | Qhubeka Assos TQA |
| ----------------- | ------------------------ | ----------------- |
| Nr.               | Rytter                   | Placering         |
| 101               | Victor Campenaerts (BEL) | 45.               |
| 102               | Simon Clarke (AUS)       | DNF               |
| 103               | Dimitri Claeys (BEL)     | 19.               |
| 104               | Lasse Norman Leth (DEN)  | DNF               |
| 105               | Bert-Jan Lindeman (NED)  | DNF               |
| 106               | Emil Vinjebo (DEN)       | 98.               |
| 107               | Michael Gogl (AUT)       | 32.               |

| Bahrain Victorious TBV | Bahrain Victorious TBV  | Bahrain Victorious TBV |
| ---------------------- | ----------------------- | ---------------------- |
| Nr.                    | Rytter                  | Placering              |
| 111                    | Sonny Colbrelli (ITA)   | 57.                    |
| 112                    | Chun Kai Feng (TPE)     | DNF                    |
| 113                    | Marco Haller (AUT)      | 10.                    |
| 114                    | Jonathan Milan (ITA)    | DNF                    |
| 115                    | Marcel Sieberg (GER)    | DNF                    |
| 116                    | Heinrich Haussler (AUS) | 31.                    |
| 117                    | Dylan Teuns (BEL)       | DNF                    |

| Astana-Premier Tech APT | Astana-Premier Tech APT | Astana-Premier Tech APT |
| ----------------------- | ----------------------- | ----------------------- |
| Nr.                     | Rytter                  | Placering               |
| 121                     | Artjom Zakharov (KAZ)   | 78.                     |
| 122                     | Jevgenij Fedorov (KAZ)  | DNF                     |
| 123                     | Jevgenij Giditj (KAZ)   | 65.                     |
| 124                     | Dmitrij Gruzdev (KAZ)   | DNF                     |
| 125                     | Hugo Houle (CAN)        | DNF                     |
| 126                     | Davide Martinelli (ITA) | DNF                     |
| 127                     | Benjamin Perry (CAN)    | 76.                     |

| Cofidis COF | Cofidis COF           | Cofidis COF |
| ----------- | --------------------- | ----------- |
| Nr.         | Rytter                | Placering   |
| 131         | Jelle Wallays (BEL)   | 21.         |
| 132         | Tom Bohli (SUI)       | DNF         |
| 133         | Simone Consonni (ITA) | 77.         |
| 134         | Jempy Drucker (LUX)   | DNF         |
| 135         | Szymon Sajnok (POL)   | 96.         |
| 136         | André Carvalho (POR)  | 83.         |
| 137         | Piet Allegaert (BEL)  | 72.         |

| EF Education-Nippo EFN | EF Education-Nippo EFN    | EF Education-Nippo EFN |
| ---------------------- | ------------------------- | ---------------------- |
| Nr.                    | Rytter                    | Placering              |
| 141                    | Alberto Bettiol (ITA)     | 44.                    |
| 142                    | Jens Keukeleire (BEL)     | DNF                    |
| 143                    | Stefan Bissegger (SUI)    | DNF                    |
| 144                    | Fumiyuki Beppu (JPN)      | DNF                    |
| 145                    | Sebastian Langeveld (NED) | DNF                    |
| 146                    | Julius van den Berg (NED) | DNF                    |
| 147                    | Jonas Rutsch (GER)        | DNF                    |

| Groupama-FDJ GFC | Groupama-FDJ GFC               | Groupama-FDJ GFC |
| ---------------- | ------------------------------ | ---------------- |
| Nr.              | Rytter                         | Placering        |
| 151              | Alexys Brunel (FRA)            | 95.              |
| 152              | Kevin Geniets (LUX) (landevej) | 61.              |
| 153              | Stefan Küng (SUI) (landevej)   | 20.              |
| 154              | Olivier Le Gac (FRA)           | 75.              |
| 155              | Fabian Lienhard (SUI)          | 69.              |
| 156              | Jacopo Guarnieri (ITA)         | DNF              |
| 157              | Jake Stewart (GBR)             | 38.              |

| Movistar Team MOV | Movistar Team MOV         | Movistar Team MOV |
| ----------------- | ------------------------- | ----------------- |
| Nr.               | Rytter                    | Placering         |
| 161               | Gabriel Cullaigh (GBR)    | DNF               |
| 162               | Imanol Erviti (ESP)       | 92.               |
| 163               | Iván García Cortina (ESP) | 27.               |
| 164               | Juri Hollmann (GER)       | 53.               |
| 165               | Johan Jacobs (SUI)        | 23.               |
| 166               | Lluís Mas (ESP)           | 54.               |
| 167               | Gonzalo Serrano (ESP)     | DNF               |

| BikeExchange BEX | BikeExchange BEX          | BikeExchange BEX |
| ---------------- | ------------------------- | ---------------- |
| Nr.              | Rytter                    | Placering        |
| 171              | Michael Matthews (AUS)    | DNF              |
| 172              | Luke Durbridge (AUS)      | DNF              |
| 173              | Alexander Edmondson (AUS) | 63.              |
| 174              | Barnabás Peák (HUN)       | DNF              |
| 175              | Alexander Konysjev (ITA)  | DNF              |
| 176              | Jack Bauer (NZL)          | 90.              |
| 177              | Robert Stannard (AUS)     | 56.              |

| UAE Team Emirates UAD | UAE Team Emirates UAD    | UAE Team Emirates UAD |
| --------------------- | ------------------------ | --------------------- |
| Nr.                   | Rytter                   | Placering             |
| 181                   | Matteo Trentin (ITA)     | 18.                   |
| 182                   | Fernando Gaviria (COL)   | DNF                   |
| 183                   | Alexander Kristoff (NOR) | 66.                   |
| 184                   | Ryan Gibbons (RSA)       | 71.                   |
| 185                   | Ivo Oliveira (POR)       | DNF                   |
| 186                   | Rui Oliveira (POR)       | 34.                   |
| 187                   | Mikkel Bjerg (DEN)       | 33.                   |

| Alpecin-Fenix AFC | Alpecin-Fenix AFC                     | Alpecin-Fenix AFC |
| ----------------- | ------------------------------------- | ----------------- |
| Nr.               | Rytter                                | Placering         |
| 191               | Mathieu van der Poel (NED) (landevej) | 3.                |
| 192               | Dries De Bondt (BEL) (landevej)       | 52.               |
| 193               | Xandro Meurisse (BEL)                 | 99.               |
| 194               | Floris De Tier (BEL)                  | DNF               |
| 195               | Otto Vergaerde (BEL)                  | 100.              |
| 196               | Petr Vakoč (CZE)                      | DNF               |
| 197               | Gianni Vermeersch (BEL)               | 9.                |

| Bingoal Pauwels Sauces WB BWB | Bingoal Pauwels Sauces WB BWB | Bingoal Pauwels Sauces WB BWB |
| ----------------------------- | ----------------------------- | ----------------------------- |
| Nr.                           | Rytter                        | Placering                     |
| 201                           | Rémy Mertz (BEL)              | 101.                          |
| 202                           | Milan Menten (BEL)            | 74.                           |
| 203                           | Arjen Livyns (BEL)            | 36.                           |
| 204                           | Tom Paquot (BEL)              | DNF                           |
| 205                           | Jelle Vanendert (BEL)         | 88.                           |
| 206                           | Joel Suter (SUI)              | DNF                           |
| 207                           | Tom Wirtgen (LUX)             | DNF                           |

| Sport Vlaanderen-Baloise SVB | Sport Vlaanderen-Baloise SVB | Sport Vlaanderen-Baloise SVB |
| ---------------------------- | ---------------------------- | ---------------------------- |
| Nr.                          | Rytter                       | Placering                    |
| 211                          | Cedric Beullens (BEL)        | DNF                          |
| 212                          | Alex Colman (BEL)            | 82.                          |
| 213                          | Lindsay De Vylder (BEL)      | 40.                          |
| 214                          | Gilles De Wilde (BEL)        | DNF                          |
| 215                          | Thomas Sprengers (BEL)       | DNF                          |
| 216                          | Aaron Van Poucke (BEL)       | DNF                          |
| 217                          | Ward Vanhoof (BEL)           | 80.                          |

| Total Direct Énergie TDE | Total Direct Énergie TDE   | Total Direct Énergie TDE |
| ------------------------ | -------------------------- | ------------------------ |
| Nr.                      | Rytter                     | Placering                |
| 221                      | Niki Terpstra (NED)        | 46.                      |
| 222                      | Edvald Boasson Hagen (NOR) | 73.                      |
| 223                      | Florian Maitre (FRA)       | DNF                      |
| 224                      | Geoffrey Soupe (FRA)       | DNF                      |
| 225                      | Damien Gaudin (FRA)        | DNF                      |
| 226                      | Anthony Turgis (FRA)       | 12.                      |
| 227                      | Dries Van Gestel (BEL)     | 41.                      |

| Uno-X Pro Cycling Team UXT | Uno-X Pro Cycling Team UXT    | Uno-X Pro Cycling Team UXT |
| -------------------------- | ----------------------------- | -------------------------- |
| Nr.                        | Rytter                        | Placering                  |
| 231                        | Markus Hoelgaard (NOR)        | 8.                         |
| 232                        | Jonas Iversby Hvideberg (NOR) | 59.                        |
| 233                        | Kristoffer Halvorsen (NOR)    | 67.                        |
| 234                        | Erik Nordsæter Resell (NOR)   | 79.                        |
| 235                        | Anders Skaarseth (NOR)        | DNF                        |
| 236                        | Rasmus Tiller (NOR)           | 48.                        |
| 237                        | Syver Wærsted (NOR)           | DNF                        |

| Vini Zabù THR | Vini Zabù THR            | Vini Zabù THR |
| ------------- | ------------------------ | ------------- |
| Nr.           | Rytter                   | Placering     |
| 241           | Andrea Di Renzo (ITA)    | DNF           |
| 242           | Roberto González (PAN)   | DNF           |
| 243           | Leonardo Tortomasi (ITA) | DNF           |
| 244           | Jan Petelin (LUX)        | DNF           |
| 245           | Joab Schneiter (SUI)     | DNF           |
| 246           | Wout van Elzakker (NED)  | DNF           |
| 247           | Etienne van Empel (NED)  | DNF           |